# Таларомицес палочкоспоровый
Таларо́мицес палочкоспо́ровый (лат. Talarómyces bacillísporus) — вид грибов-аскомицетов, относящийся к роду Таларомицес (Talaromyces). Бесполую стадию ранее включали в состав рода Пеницилл (Penicillium) как Penicíllium bacillisporum (пеници́лл палочкоспоровый).

## Описание
Колонии на CYA на 7-е сутки 1—1,5 см (2,5—3 см при 30 °C) в диаметре, с белым и жёлто-зелёным мицелием. Конидиальное спороношение скудное до вовсе отсутствующего. Реверс колоний тускло-зелёный в центре, серо-жёлтый до оливково-коричневого ближе к краю, при 30 °C тёмно-зелёный.
На агаре с солодовым экстрактом (MEA) колонии с белым и жёлтым мицелием, шерстистые. Конидиальное спороношение различной интенсивности, в тускло-зелёных тонах. Реверс коричневый, в центре более насыщенно-окрашенный, при 30 °C тёмно-зелёный.
На агаре с дрожжевым экстрактом и сахарозой (YES) колонии с белым и жёлтым мицелием, слабо спороносящие, с серо-жёлтым в центре и бледно-жёлтым ближе к краю реверсом.
На овсяном агаре (OA) колонии с белым и ярко-жёлтым мицелием, конидиальное спороношение слабо выраженное, в тускло-зелёных тонах. Реверс в центре тёмно-коричневый, при 30 °C — тёмно-зелёный. Образуются клейстотеции, более обильные при 30 °C.
Клейстотеции образуются на более бедных средах, кремовые, затем оранжевый, шаровидные или почти шаровидные, мягкие, 80—150 мкм. Аски 8—12 × 9—14 мкм. Аскоспоры шаровидные, шиповатые, 3,5—5 мкм в диаметре.
Конидиеносцы — двухъярусные и одноярусные кисточки, иногда с дополнительной веточкой, 20—60 мкм длиной и 2—3,5 мкм толщиной, шероховатые. Метулы по 3—6 в мутовке, расходящиеся, 9,5—13 мкм длиной. Фиалиды игловидные, по 2—5 в пучке, 7—12 × 2—4 мкм. Конидии палочковидные, цилиндрические, 2,5—6,5 × 1—2,5 мкм.

### Отличия от близких видов
Определяется по шаровидным шиповатым аскоспорам, шероховатым ножкам конидиеносцев, несущих палочковидные конидии, и тёмно-зелёному реверсу колоний при 30—37 °C.

## Экология и значение
Широко распространённый вид, встречающийся преимущественно в почве. Описан с отмершего листа бегонии в Нью-Йорке.

## Таксономия
Talaromyces bacillisporus (Swift) C.R.Benj., Mycologia 47 (5): 682 (1955) ['bacillosporus']. — Penicillium bacillisporum Swift, Bull. Torrey Bot. Club 59 (4): 221 (1932) ['bacillosporum'].